# Ivo Nakić
Ivo Nakić (* 26. Mai 1966 in Rijeka) ist ein ehemaliger kroatischer Basketballspieler.

## Laufbahn
Nakić spielte als Jugendlicher bei Cantera Kvarner, im Sommer 1983 wurde er mit Jugoslawiens Auswahl Kadetteneuropameister. 1984 wechselte er zu Cibona Zagreb und gewann mit der Mannschaft um Dražen Petrović bis 1986 zweimal die jugoslawische Meisterschaft, einmal den Pokalbewerb sowie 1985 und 1986 den Europapokal der Landesmeister, wobei Nakić in den Endspielen gegen Real Madrid (1985) und Žalgiris Kaunas (1986) jeweils nicht zum Einsatz kam. Von 1986 bis 1992 spielte er bei KK Partizan Belgrad. Mit der Mannschaft gewann er auf Landesebene und im Europapokal weitere Titel. Zum Gewinn des Korać-Cups 1989 trug der zwei Meter messende Flügelspieler in den beiden Endspielen insgesamt fünf Punkte bei. Er errang den Europapokalerfolg an der Seite namhafter Spieler wie Vlade Divac, Predrag Danilović, Aleksandar Đorđević und Žarko Paspalj, Trainer war Duško Vujošević. Beim Erfolg im Europapokal der Landesmeister 1992 wurde Partizan von Željko Obradović betreut, Nakić war im Endspiel gegen Joventut de Badalona mit fünf Punkten am Sieg Belgrads beteiligt.
Nach der Rückkehr zu Cibona Zagreb (1992/93) ging er zum spanischen Erstligisten TDK Manresa, für den er 1993/94 in der Liga ACB 14,1 Punkte je Begegnung erzielte. Nakić, dessen große Stärke der Distanzwurf war, spielte in der Folge bei Hapoel Tzfat in Israel (1994/95), Interier Krsko in Slowenien (1995–1997) und Sava Osiguranje Rijeka in Kroatien (1997), ehe er im Laufe der Saison 1997/98 ein Angebot des deutschen Zweitligisten DJK Würzburg annahm. Dort wurde er Mannschaftskamerad von Dirk Nowitzki. Bei seinem ersten Auftritt in den Würzburger Farben erzielte Nakić im DBB-Pokal-Achtelfinalspiel gegen den Bundesligisten Steiner Bayreuth 46 Punkte und führte die Mannschaft zum Sieg. Mit dem Ablauf der Spielzeit gegen Bayreuth gelang Nakić ein Treffer von Höhe der Mittellinie. Er war im Frühjahr 1998 erheblich am Aufstieg Würzburgs in die Basketball-Bundesliga beteiligt. Er verließ Würzburg nach diesem Erfolg und spielte bis zu seinem Karriereende in Slowenien: 1998 bis 2000 bei Krka Novo Mesto, 2000/01 bei Pivovarna Lasko.
Als Trainer leitete er eine Basketballschule in seiner Heimatstadt Rijeka, 2007 übernahm er das Traineramt beim SC Heuchelhof/Würzburg Baskets (damals Regionalliga), der Nachfolgemannschaft des vorherigen Würzburger Bundesligisten. Im Laufe des Frühjahrs 2008 kehrte er nach Kroatien zurück. Später wurde er bei einem Spielervermittlungsunternehmen für den kroatischen Markt zuständig.

### Erfolge
- Jugoslawischer Meister 1985, 1986, 1988, 1992
- Jugoslawischer Pokalsieger 1985, 1989, 1992
- Europapokalsieger der Landesmeister 1985, 1986, 1992
- Korać-Cup-Sieger 1989
- Kroatischer Meister 1993
- Slowenischer Meister 2000